# David Paul Drach
David Paul Drach (nascido em Estrasburgo, 6 de março de 1791; morreu no final de janeiro de 1868, em Roma) foi um católico convertido do judaísmo e bibliotecário do Colégio de Propaganda de Roma.
Drach recebeu sua primeira instrução das mãos de seu pai, um renomado    Erudito hebraico e talmúdico. Aos doze anos, Drach entrou na primeira divisão da escola talmúdica em Edendorf, perto de Estrasburgo. Este curso, normalmente com duração de três anos, ele completou em um ano, e entrou na segunda divisão da escola talmúdica em Bischheim no ano seguinte. Ele se formou em dezoito meses e depois se matriculou em Westhofen para se qualificar como professor do Talmud. Com apenas dezesseis anos de idade aceitou o cargo de instrutor em Rappoltsweiler, permanecendo lá três anos; depois seguiu a mesma profissão em Colmar. 
Aqui o jovem se dedicou ao estudo das ciências seculares, às quais já havia se aplicado seriamente durante seus estudos talmúdicos. Tendo obtido a permissão um tanto relutante de seu pai, em 1812 ele foi para Paris, onde recebeu um chamado para uma posição de destaque no Consistório Judaico Central e ao mesmo tempo cumpria as funções de tutor dos filhos de Baruch Weil. Os resultados de seu método de ensino induziram as famílias católicas de Louis Mertien e Bernard Mertien a confiar seus filhos aos seus cuidados. Ele escreve: "Impelido pelos exemplos edificantes de piedade católica continuamente colocados diante de mim para promover minha própria salvação, a tendência para o cristianismo, nascida na infância, adquiriu tal força que não resisti mais."
Ele agora se aplicava diligentemente à teologia patrística e se especializou no estudo da Septuaginta, a fim de investigar as acusações feitas por certos rabinos de que os tradutores alexandrinos haviam sido infiéis ao hebraico original. Esses estudos resultaram em sua crença inquestionável na divindade e messianidade de Jesus Cristo. Na quinta-feira santa de 1823, ele renunciou ao judaísmo na presença do arcebispo Quélen, em Paris, foi batizado no sábado (santo) seguinte, e na manhã de Páscoa recebeu sua primeira comunhão e o sacramento da confirmação. Duas filhas e um filho bebê também foram batizados. Suas duas filhas entraram na ordem de Notre Dame de Charité du Bon Pasteur d'Angers e seu filho tornou-se eclesiástico.  Drach era casado com Sara Deutz (nascida em outubro de 1794 em Oberwesel, Alemanha), filha de Judith Bermann e do Rabino Emanuel Deutz, Rabino Chefe de Paris. Sara Drach, o único membro da família que permaneceu judia, segundo a Enciclopédia Católica, raptou as crianças. Eles foram devolvidos, no entanto, após dois anos de Londres para a França. 
Depois de alguns anos, Drach foi para Roma, onde foi nomeado bibliotecário da Propaganda (1827), cargo que ocupou após sua morte. Sua conversão aparentemente inspirou outras pessoas, incluindo a dos irmãos Libermann; Francis Libermann era especialmente grato a Drach por seu conselho e assistência no estabelecimento da "Congregação do Imaculado Coração de Maria" (1842), que logo se fundiu com os antigos " Padres do Espírito Santo " (1848).

## Trabalhos publicados
- Lettres d'un rabbin converti aux Israélites, ses frères (Paris, 1825)
- Bible de Vence, com anotações (Paris, 1827-1833) em 27 volumes octavo.
- Ele remodelou o Dicionário Hebraico-Latino de Gesenius
- Dicionário hebraico-caldeu católico do Antigo Testamento (ed. Migne, Paris, 1848)
- Du divorce dans la synagogue (Roma, 1840);
- Harmonie entre l'église et la synagogue (Paris, 1844)
- La Cabale des Hébreux (Roma, 1864).